# Mr. Opp
Pour plus de détails, voir Fiche technique et Distribution.
Mr. Opp est un film muet américain réalisé par Lynn Reynolds, sorti en 1917.

## Fiche technique
- Titre : Mr. Opp
- Réalisation : Lynn Reynolds
- Scénario : Lynn Reynolds d'après le roman d'Alice Hegan Rice
- Photographie : Clyde Cook (en)
- Producteur :
- Société de production :  Universal Film Manufacturing Company
- Société de distribution :  Universal Film Manufacturing Company
- Pays d'origine :  États-Unis
- Langue : film muet avec les intertitres en anglais
- Métrage : 1 500 m (5 bobines)
- Format : Noir et blanc — 35 mm — 1,33:1 — Muet
- Genre : Film dramatique
- Durée : 50 minutes
- Dates de sortie : 
  -  États-Unis : 20 août 1917

## Distribution
- Arthur Hoyt : Mr. D. Webster Opp
- George Chesebro : Willard Hinton
- George Hernandez : Jimmy Fallows
- Jack Curtis : John Mathews
- Neva Gerber : Guinevere Gusty
- Elsie Maison : Miss Kippy
- Anne Lockhart : Mrs. Gusty
- Jane Bernoudy : Jemima Fenny